# Mauvein

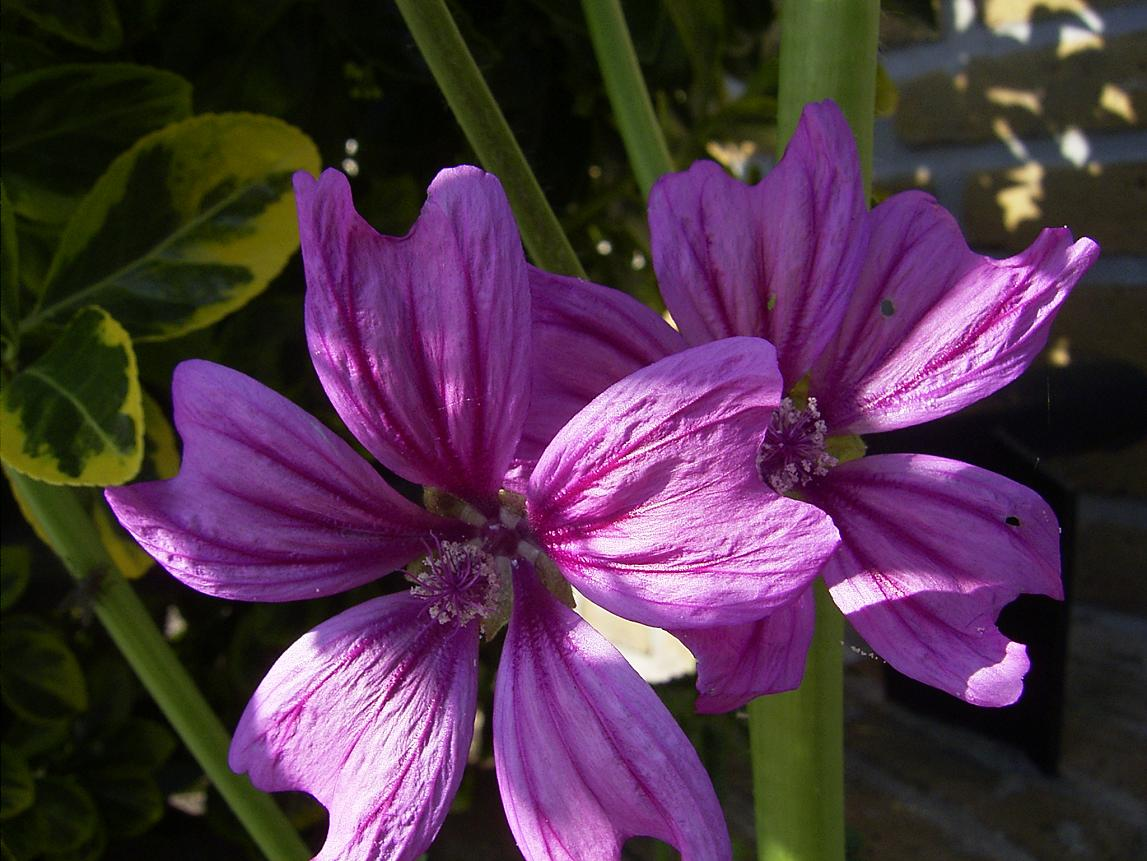
Malva gav namn åt mauvein.

Mauvein [mo:-] var det första organiska färgämne som framställdes syntetiskt. Det gjordes av William Perkin 1856. Som utgångssubstans användes bland annat anilin. Mauvein hör till kategorin azinfärgämnen.
Det är rödlila och dess namn syftar på malvablom.

Mauvein A
Mauvein B
Mauvein B2
Mauvein C